# Matucana ritteri
Matucana ritteri ist eine Pflanzenart in der Gattung Matucana aus der Familie der Kakteengewächse (Cactaceae). Das Artepitheton ritteri ehrt den deutschen Kakteenspezialisten Friedrich Ritter.

## Beschreibung
Matucana ritteri wächst meist einzeln mit abgeflacht kugelförmigen, glänzend dunkelgrünen Trieben und erreicht bei Durchmessern von 5 bis 10 Zentimeter Wuchshöhen von 3 bis 5 Zentimeter. Es sind zwölf bis 22 stumpfe Rippen vorhanden. Die geraden bis leicht gebogenen bräunlich schwarzen Dornen vergrauen im Alter. Die ein bis fünf Mitteldornen sind 2 bis 4 Zentimeter, die sieben bis 14 Randdornen 1 bis 3 Zentimeter lang.
Die schiefsaumigen, karminroten Blüten sind 7 bis 9 Zentimeter lang und weisen einen Durchmesser von 4,5 bis 5 Zentimeter auf. Die leuchtend roten und grünen, beschuppten Früchte erreichen einen Durchmesser von 1 bis 1,5 Zentimeter.

## Verbreitung, Systematik und Gefährdung
Matucana ritteri ist in der peruanischen La Libertad bei Otuzco in Höhenlagen von 2500 Metern verbreitet.
Die Erstbeschreibung erfolgte 1959 durch Albert Frederik Hendrik Buining. Nomenklatorische Synonyme sind Submatucana ritteri (Buining) Backeb. (1962) und Borzicactus ritteri (Buining) Donald (1971).
In der Roten Liste gefährdeter Arten der IUCN wird die Art als „Critically Endangered (CR)“, d. h. als vom Aussterben bedroht geführt.

## Nachweise